# Cliffortia viridis
Cliffortia viridis är en rosväxtart som beskrevs av August Henning Weimarck. Cliffortia viridis ingår i släktet Cliffortia och familjen rosväxter. Inga underarter finns listade i Catalogue of Life.